# Петрус (притока Альзета)
Петрус (люксемб. Péitruss, фр. Pétrusse, нім. Petruss) — річка, що протікає в Люксембурзі. Довжина — 11 км. Впадає в Альзет в місті Люксембург.

## Цікаві факти
В межах міжнародного конкурсу NameExoWorlds, організованого Міжнародним астрономічним союзом (IAU) на честь його 100-річчя у сузір'ї Візничого було названо планету Петрус на честь цієї річки. Назву запропонували учні школи в місті Ехтернах, які перемогли в конкурсі на найкращу назву для зорі та її планети.